# 849

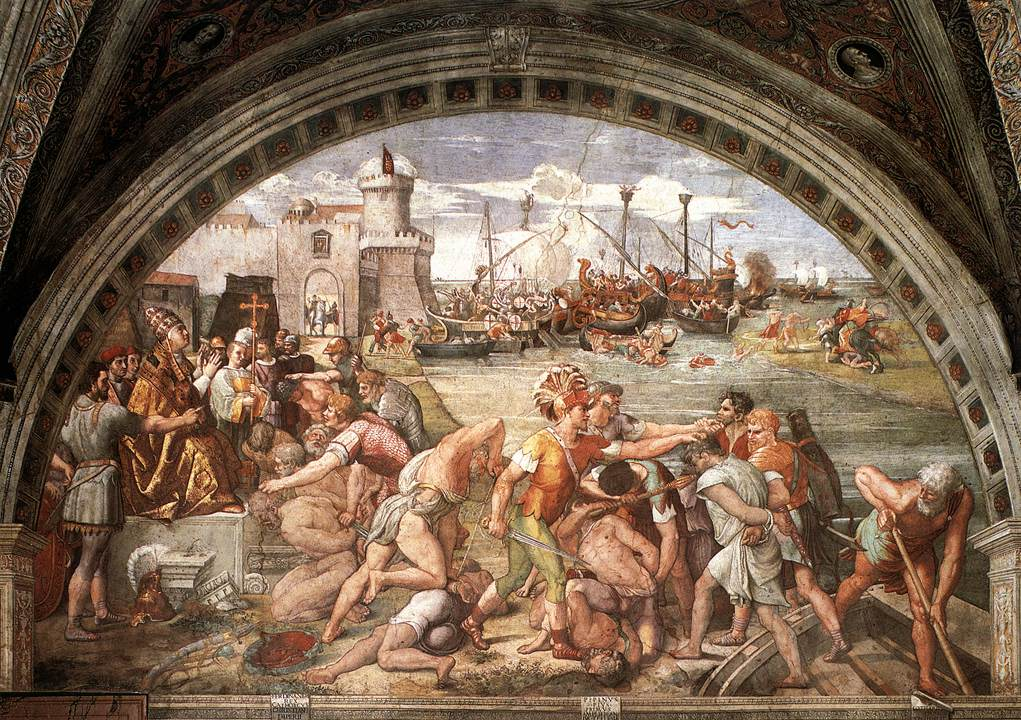
Slag bij Ostia (Vaticaanse Musea)

Het jaar 849 is het 49e jaar in de 9e eeuw volgens de christelijke jaartelling.

## Gebeurtenissen

### Europa
- Slag bij Ostia: Een Arabische vloot vertrekt vanuit Sardinië naar Rome. Paus Leo IV vormt een christelijke armada van de Italiaanse Heilige Liga (een militaire alliantie), namelijk die van de hertogdommen Napels, Amalfi en Gaeta. De Saracenen worden voor de kust van Ostia in een zeeslag vernietigend verslagen.
- Raymond I van Toulouse wordt vanwege zijn militaire steun aan koning Karel de Kale benoemd tot graaf van Rouergue en Quercy.

### Arabië
- Kalief Al-Moetawakkil vaardigt het Edict van Omar uit en begint in het Kalifaat van de Abbasiden een christenvervolging. Hij geeft opdracht om synagogen en kerken te sluiten.
- De Balearen worden een protectoraat van het emiraat Córdoba in Al-Andalus (huidige Spanje). De eilandengroep worden Arabische handelssteunpunten.

### Azië
- In het Burmese rijk wordt in Mandalay de hoofdstad Pagan gesticht.

## Geboren
- Alfred de Grote, koning van Wessex (of 848)
- Jimena van Navarra, koningin van Asturië (overleden 912)

## Overleden
- Sunifried van Barcelona, Frankisch edelman
- 18 augustus - Walahfrid Strabo, Frankisch abt